# Карагандинський державний університет імені Є. А. Букетова
Карагандинський державний університет імені академіка Є. А. Букетова (каз. Академик Е.А. Бөкетов атындағы Қарағанды мемлекеттік университеті) — державний вищий навчальний заклад в місті Караганда.

## Історія
У 1938 році рішенням Ради Народних Комісарів СРСР і Раднаркому КазРСР в Караганді був відкритий Учительський інститут. У 1952 році розпорядженням Ради Міністрів СРСР перетворений в Педагогічний інститут.
У 1972 році постановою ЦК КП Казахстану і Ради Міністрів КазССР «Про організацію Карагандинського державного університету» створений Карагандинський державний університет. На момент створення КарДУ як університету в Казахстані був тільки один університет — КазДУ. КарДУ став другим університетом.
У 1991 році постановою Ради Міністрів КазССР Карагандинському державному університету присвоєно ім'я академіка Є. А. Букетова.

## Рейтинг
За результатами проведеного дослідження діяльності вищих навчальних закладів Казахстану за 2017—2018 роки Незалежним казахстанським агентством щодо забезпечення якості в освіті (НКАОКО-IQAA) Карагандинський державний університет займає 3 місце в Генеральному рейтингу кращих багатопрофільних вузів Казахстану.

## Структура

### Факультети
Біолого-географічний факультет [Архівовано 6 серпня 2020 у Wayback Machine.]
- Кафедра ботаніки
- Кафедра зоології
- Кафедра фізіології
- Кафедра географії

Факультет іноземних мов [Архівовано 15 серпня 2020 у Wayback Machine.]
- Теорії і методики іншомовної підготовки
- Іноземної філології
- Теорії та практики перекладу
- Іноземних мов

Історичний факультет [Архівовано 6 серпня 2020 у Wayback Machine.]
- Кафедра історії Казахстану і Асамблеї народу Казахстану
- Кафедра археології, етнології і Вітчизняної історії
- Кафедра всесвітньої історії та міжнародних відносин
- Кафедра історії Казахстану

Факультет математики та інформаційних технологій [Архівовано 5 серпня 2020 у Wayback Machine.]
- Кафедра алгебри, математичної логіки і геометрії ім. проф. Т. Г. Мустафіна
- Кафедра математичного аналізу і диференціальних рівнянь
- Кафедра прикладної математики та інформатики
- Кафедра методики викладання математики та інформатики

Педагогічний факультет [Архівовано 6 серпня 2020 у Wayback Machine.]
- Кафедра дефектології
- Кафедра педагогіки і методики початкового навчання
- Кафедра образотворчого мистецтва і дизайну
- Кафедра дошкільної та психолого-педагогічної підготовки

Фізико-технічний факультет [Архівовано 6 серпня 2020 у Wayback Machine.]
- Кафедра інженерної теплофізики імені професора Акилбаєва Ж. С.
- Кафедра транспорту та професійного навчання
- Кафедра фізики і нанотехнологій
- Кафедра радіофізики та електроніки

Філологічний факультет [Архівовано 6 серпня 2020 у Wayback Machine.]
- Кафедра журналістики
- Кафедра казахського мовознавства
- Кафедра казахської літератури
- Кафедра російської мови та російської літератури ім. Г. А. Мейрамова
- Кафедра практичного курсу казахської мови

Факультет філософії та психології [Архівовано 21 вересня 2020 у Wayback Machine.]
- Кафедра філософії та теорії культури
- Кафедра психології
- Кафедра політології та соціології
- Кафедра соціальної роботи і соціальної педагогіки

Хімічний факультет [Архівовано 6 серпня 2020 у Wayback Machine.]
- Кафедра органічної хімії і полімерів
- Кафедра фізичної та аналітичної хімії
- Кафедра неорганічної та технічної хімії
- Кафедра хімічної технології та екології

Економічний факультет [Архівовано 6 серпня 2020 у Wayback Machine.]
- Кафедра менеджменту
- Кафедра бухгалтерського обліку і аудиту
- Кафедра маркетингу
- Кафедра фінансів
- Кафедра економіки і міжнародного бізнесу

Юридичний факультет [Архівовано 6 серпня 2020 у Wayback Machine.]
- Кафедра цивільного та трудового права
- Кафедра кримінального права та кримінології
- Кафедра кримінального процесу та криміналістики
- Кафедра конституційного та міжнародного права
- Кафедра теорії та історії держави і права

Факультет фізичної культури і спорту [Архівовано 6 серпня 2020 у Wayback Machine.]
- Кафедра фізичного виховання
- Кафедра початкової військової підготовки і єдиноборства
- Кафедра теорії і методики фізичної культури і спортивної підготовки

## Членство в міжнародних освітньо-наукових організаціях
- Міжнародна Асоціація Президентів університетів (IAUP);
- Міжнародна академія наук вищої школи (IHEAS, МАН ВШ);
- Центрально-Азіатський Фонд Розвитку Менеджменту (CAMAN);
- Велика Хартія Університетів (Magna Charta Universitatum);
- Консорціум економічних досліджень і освіти (EERC);
- Міжнародний проект з економічної освіти (B&EE).
- Євразійська Асоціша лзція Університетів/EAU[1];
- Міжнародна асоціація ректорів університетів/IAUP;
- Міжнародна Асоціація Університетів/IAU;
- Європейська комісія з освіти та культури ТЕМПУС/TEMPUS;
- Європейська комісія з освіти та культури Ерасмус Мундус/ ERASMUS MUNDUS;
- Міжнародна асоціація «Сибірський відкритий університет»;
- Асоціація глобальних університетів дистанційного навчання Association of Global Universities In Distance Education/GUIDE;
- Британська рада за освітою (British Council) при Посольстві Великої Британії в Казахстані;
- KOICA/Корейське агентство з міжнародного співробітництва при Посольстві Республіки Корея в Республіці Казахстан;
- Міжнародна рада по співробітництву та обміну (IREX, Держдепартамент США);
- Міжнародне агентство SGS по сертифікації систем менеджменту якості (Казахстан-Швейцарія);
- Асоціація установ освіти «Education Network» Казахстан-Киргизстан;
- Американська рада зі співробітництва в галузі освіти і вивчення мов (ACCELS);
- Регенсбурзький університет (Німеччина);
- Аризонський університет (США);
- Університет Тренто (Італія);
- Університет Йонсей (Республіка Корея);
- Центрально-Європейський університет (CEU, Угорщина);
- Кембриджський університет (Англія);
- Інститут географії, археології та земельних ресурсів університету Ексетер (Англія);
- Університет Сент-Іштван (Угорщина, Будапешт);
- Університет Чукур (Туреччина);
- Московський державний університет ім. М. В. Ломоносова;
- Томський державний університет;
- Московська академія економіки і права;
- Томський політехнічний університет;
- Московська державна юридична академія;
- Консультаційно-освітній центр «Білім — Центральна Азія»;
- Торгово — промислова палата Карагандинської області.

## Університет сьогодні
Бібліотечний фонд університету становить 1,7 млн примірників книжкових і електронних видань казахською, російською, англійською, німецькою, французькою, корейською та іншими мовами світу.
Студенти: в 2018—2019 навчальному році — 11422 осіб, в тому числі по грантам — 3200.
Магістранти: в 2018—2019 навчальному році — 716 осіб, в тому числі щодо грантів — 609.
Докторанти PhD: в 2018—2019 навчальному році — 169 осіб, в тому числі щодо грантів — 103.
Штат ППС: 1180 чоловік.
Кількість спеціальностей:
- бакалаврат — 80
- магістратура — 53
- PhD — 12.

Науково-дослідні інститути — 6 (Сариаркінський археологічний інститут, Інститут молекулярної нанофотоніки, НДІ технічної фізики і проблем екології, НДІ хімічних проблем, НДІ ринкових відносин, Інститут з вивчення духовної спадщини казахського народу).
Наукові центри — 4 (Науково-дослідний центр «Іонно-плазмові технології і сучасне приладобудування», Центр етнокультурних та історико-антропологічних досліджень, Міждисциплінарний науково-дослідний центр «Тұлғатану» (2014 р), Технологічний інкубатор «Хімічне матеріалознавство і нанохімія», Дослідницький парк біотехнології та екологічного моніторингу).
Наукові видання: Періодичний науковий журнал «Вісник Карагандинського державного університету», що входить до переліку, затвердженого Комітетом з нагляду та атестації в сфері освіти і науки, для публікації основних результатів дисертацій (серії: «Математика», «Фізика», «Хімія», «Біологія. Медицина. Географія», «Економіка», "Педагогіка ", «Історія. Філософія. Право», «Філологія»); міжнародний журнал «Eurasian Physical Technical Journal».
Участь в освітніх і наукових програмах:
- лауреати державних наукових стипендій для наукових фахівців, які зробили видатний внесок у розвиток науки і техніки — 24;
- лауреати державних наукових стипендій для талановитих молодих учених — 57;
- переможці конкурсу на звання кращого викладача вузу — 158;
- лауреати іменних премій для молодих вчених в галузі науки -3;
- володарі молодіжної премії «Кайнар» — 13;
- володар премії МОН РК — 1;
- лауреат Державної молодіжної премії «Дарина» — 1.

Матеріально-виробнича база університету:
- навчальні корпуси — 10;
- гуртожитки — 6;
- студентський побутовий комплекс — 1;
- об'єкти громадського харчування — 21;
- музеї — 3 (Музей історії КарДУ ім. Є. А. Букетова, Музей археології та етнографії, Музей природи).

## Науково-дослідні інститути
- Сариаркінський археологічний інститут
- Інститут технічної фізики і проблем екології
- Інститут молекулярної нанофотоніки
- Інститут хімічних проблем
- Інститут правових досліджень та державознавства
- Інститут з вивчення духовної спадщини казахського народу
- Інститут ринкових відносин

## Випускники університету
Див. Випускники Карагандинського державного університету

## Ректори
- Букетов Євней Арстанович (березень 1972 — середина січня 1980)
- Мулдахметов Зейнолла Мулдахметович (1980—1988)
- Бігалієв Айтхожа Бігалієвич (1989—1991)
- Акилбаєв Жамбил Саулебекович (1991—2004)
- Кубеєв Єркін Кіноятович (2004—2019)
- Єдрісов Азамат Тіржанович (з 2019 року)